# Diana Munz
Diana Munz (Moreland Hills, 19 giugno 1982) è una nuotatrice statunitense.
Specializzata nel mezzo fondo dello stile libero (400 e 800 m), ha vinto 3 medaglie olimpiche e 6 medaglie mondiali; gli unici ori sono giunti con le staffette statunitensi della 4 × 200 m sl:
all'Olimpiade di Sydney nel 2000 e ai mondiali di Barcellona nel 2003.

## Palmarès
- Olimpiadi

Sydney 2000: oro nella 4 × 200 m sl e argento nei 400 m sl
Atene 2004: bronzo negli 800 m sl.
- Mondiali

Perth 1998: argento negli 800 m sl.
Fukuoka 2001: oro nella 4 × 200 m sl, argento negli 800 m sl e bronzo nei 1500 m sl.
Barcellona 2003: oro nella 4 × 200 m sl, argento negli 800 m sl e bronzo nei 400 m sl.
- Giochi PanPacifici

Fukuoka 1997: argento nei 1500 m sl, bronzo nei 400 m sl e negli 800 m sl.
Yokohama 2002: oro nei 400 m sl, negli 800 m sl, nei 1500 m sl e nella 4 × 200 m sl.